# Upsala College
Upsala College var ursprungligen ett svensk-amerikanskt college i East Orange, New Jersey, USA, grundat i Brooklyn, New York 1893, lokaliserat till Kenilworth, New Jersey 1898 och därefter till East Orange 1924. Det blev nedlagt 1995 efter flera år av ekonomiska problem.
Skolan grundades på initiativ av bland annat Augustanasynoden och fick sitt namn med syftning dels på Uppsala universitet, dels på Uppsala möte som hade inträffat 300 år tidigare.
Musikern Gustaf Stolpe var under en tid verksam vid colleget.